# Selenocosmia imbellis
Selenocosmia imbellis é uma espécie de aranha pertencente à família Theraphosidae (tarântulas).